# Premi Visual Effects Society 2010
La nona edizione dei premi Visual Effects Society si è tenuta il 1º febbraio 2011 a Los Angeles.

## Vincitori e candidati
Vengono di seguito indicati in grassetto i vincitori.
Ove ricorrente e disponibile, viene indicato il titolo in lingua italiana e quello in lingua originale tra parentesi. 

### Outstanding Visual Effects in a Visual Effects Driven Feature Motion Picture
- Paul Franklin, Chris Corbould, Mike Chambers e Matthew Plummer - Inception
- Ben Snow, Ged Wright, Janek Sirrs e Susan Pickett - Iron Man 2
- Eric Barba, Lisa Beroud, Steve Gaub e Steve Preeg - Tron: Legacy
- Ken Ralston, Tom Peitzman, David Schaub e Carey Villegas - Alice in Wonderland
- Tim Burke, Emma Norton e John Richardson - Harry Potter e i Doni della Morte - Parte 1 (Harry Potter and the Deathly Hallows: Part I)

### Outstanding Supporting Visual Effects in a Feature Motion Picture
- Michael Owens, Joel Mendias, Bryan Grill e Danielle Plantec - Hereafter
- Peter Chiang, Charlie Noble, Joss Williams e Matthew Plummer - Green Zone
- Robert Grasmere, Camille Cellucci, Mark Breakspear e Ivan Moran - Salt
- Dan Schrecker, Colleen Bachman, Michael Capton e Brad Kalinoski - Il cigno nero (Black Swan)
- Richard Stammers, Allen Maris, Jessica Norman e Max Wood - Robin Hood

### Outstanding Animation in an Animated Feature Motion Picture
- Simon Otto, Craig Ring e Bonnie Arnold - Dragon Trainer (How to Train Your Dragon)
- Clay Kaytis, John Kahrs, Glen Keane e Roy Conli - Rapunzel - L'intreccio della torre (Tangled)
- Lee Unkrich, Darla K. Anderson, Guido Quaroni e Michael Fong - Toy Story 3 - La grande fuga (Toy Story 3)
- Jason Reisig, Doug Cooper, Gina Shay e Teresa Cheng - Shrek e vissero felici e contenti (Shrek Forever After)
- Zareh Naibandian, Simon Whiteley, Eric Leighton e Alex Weight - Il regno di Ga'Hoole - La leggenda dei guardiani (Legend of the Guardians: The Owls of Ga'Hoole)

### Outstanding Visual Effects in a Broadcast Miniseries, Movie or a Special
- John Sullivan, David Taritero, William Mesa e Marco Requay - The Pacific
- Arnaud Brisebois, Louis Desrocher, Alain Lachance e Marc-Antoine Rousseau - Last Day of the Dinosaurs
- Philip Dobree, Richard Costin e Sam Meisels - Inside The Perfect Predator
- Dorothy McKim, Kyle Odermatt, Andy Harkness e Adolph Lusinsky - Prep & Landing: Operation: Secret Santa
- Philip Dobree, Sophie Orde, Eloi Brunelle e Hasraf Dulull - America: The Story of Us

### Outstanding Visual Effects in a Broadcast Series
- Michael Gibson, Gary Hutzel, Davey Morton e Jesse Mesa Toves - Caprica
- Andrew Orloff, Curt Miller, Paul Linden e Scott Tinter - No Ordinary Family
- Andrew Orloff, Nathan Overstrom, Karen Czukerberg e Roberto Biagi - V
- Victor Scalise, Jason Spratt, Diego Galtieri e Mike Enriquez - The Event
- Mark Savela, James Rorick, Craig Vanden Biggelaar e Adam de Bosch Kemper - Stargate Universe

### Outstanding Supporting Visual Effects in a Broadcast Program
- Robert Stromberg, Dave Taritero, Richard Friedlander e Paul Graff - Boardwalk Empire - L'impero del crimine (Boardwalk Empire)
- Sam Nicholson, Jason Sperling, Kent Johnson e Chris Martin - The Walking Dead
- Andrew Orloff, Raoul Yorke Bolognini, Nathan Overstrom e Charlene Eberle - Human Target
- Jay Worth, Andrew Waisler, Ron Thornton e Andrew Kramer - Undercovers
- Adam Avitabile, Melinka Thompson-Godoy, Michael Capton e Michael Degtjarewsky - Lost

### Outstanding Achievement in an Animated Short
- Teddy Newton, Kevin Reher, Michael Fu e Tom Gately - Quando il giorno incontra la notte (Day & Night)
- Bryan Engram, Greg Lyons, Josh Carey e Harry Michalakeas - Coyote Falls
- Tomasz Baginski, Jaroslaw Sawko, Damian Nenow e Marta Staniszewska - Paths of Hate
- Dorothy McKim, John Murrah, Adolph Lusinsky e Wayne Unten - Tick Tock Tale
- Kazuya Sasahara, Junya Okabe, Tomohisa Ishikawa e Yoshiyuki Okada - Cat shit One - La serie animata

### Outstanding Visual Effects in a Live Action Commercial
- Dan Glass, Dan Seddon, Matt Dessero e Stephanie Gilgar - Halo: Reach
- Robert Sethi, Chris Knight, Arielle Davis e Gawain Liddiard - Wrigley Company 5 - React
- Franck Lambertz, Andrew Bell, Mike Wynd e Ross Denner - DirecTV - Ice cream
- Angus Kneale, Ben Smith, Dan Williams e Ruben Vanderbroek - Barclaycard - Rollercoaster
- Robert Sethi, Arielle Davis, Chris Knight e Andre Desouza - Verizon Communications - Towers

### Outstanding Animated Commercial
- Jake Mengers, Julie Evans, Jorge Montiel Meurer e Michael Gregory - Cadbury - V Stripes
- Marc Messenger, Phillip Hillenbrand, Jr., Michael Kelleher e Brian LaFrance - World of Warcraft
- Chris Riehl, Javier Jimenez, Daniel Zobrist e Charles Paek - Target Corporation - A Better Bullseye
- Abby Orchard, Antoine Moulineau, Mike Mellor e Russell Dodgson - Andrex

### Outstanding Visual Effects in a Special Venue Project
- Matt Aitken, Kevin Sherwood, Eric Reynolds e R. Christopher White - King Kong: 360 3-D
- Marcin Kobylecki, Piotr Sliwowski, Michal Gryn e Damian Nenow - City of Ruins
- Brent Young, Dina Benadon, Charlotte Huggins e Michael "Oz" Smith - Flight of the Dragon
- Richard Ivan Mann, Adam Howard, Matt Hendershot e James Strauss - Harry Potter and the Forbidden Journey

### Outstanding Real-Time Visual Effects in a Video Game
- Marcus Lehto, Joseph Tung, Stephen Scott e CJ Cowan - Halo: Reach
- Scott Goffman, Phillip Hillenbrand, Jr., Nick Carpenter e James McCoy - StarCraft II
- Henry LaBounta, Fiona Sperry, Johannes Soderqvist e Alex Fry - Need for Speed
- Jorg Neumann, Brian Moore, John Laws e Jonny Watts - Kinectimals

### Outstanding Visual Effects in a Video Game Trailer
- Marc Messenger e Phillip Hillenbrand, Jr. - World of Warcraft
- Dave Wilson, Corey Butler, Keith Luczywo e Seung Jae Lee - Star Wars: Il potere della Forza (Star Wars: The Force Unleashed)
- Tim Miller, Dave Wilson, Lindsey Zamplas e Brandon Riza - Star Wars: The Old Republic
- Kody Sabourin, Ikumori Kazuyuki, Fukai Mitsuharu e Jonathan Jacques-Belletete - Deus Ex: Human Revolution

### Outstanding Animated Character in a Live Action Feature Motion Picture
- Mathieu Vig, Ben Lambert, Laurie Brugger e Marine Poirson - Harry Potter e i Doni della Morte - Parte 1 (Harry Potter and the Deathly Hallows: Part I) - Dobby
- Gabriele Zucchelli, Catherine Mullan, Benoit Dubuc e Peta Bayley - Le cronache di Narnia - Il viaggio del veliero (The Chronicles of Narnia: The Voyage of the Dawn Treader) - Reepicheep
- William Groebe, Brian Mendenhall, Aharon Bourland e Steve Reding - Cani & gatti - La vendetta di Kitty (Cats & Dogs: The Revenge of Kitty Galore) - Kitty Galore
- Laurent Laban, Will Brand, Matthieu Goutte e Jason Baker - Harry Potter e i Doni della Morte - Parte 1 (Harry Potter and the Deathly Hallows: Part I) - Kreacher

### Outstanding Animated Character in an Animated Feature Motion Picture
- Gabe Hordos, Cassidy Curtis, Mariette Marinus e Brent Watkins - Dragon Trainer (How to Train Your Dragon) - Sdentato
- Josh Murtack, James Cunliffe, Jessica Groom e Andrew Hunt - Il regno di Ga'Hoole - La leggenda dei guardiani (Legend of the Guardians: The Owls of Ga'Hoole) - Digger
- Tony Smeed, Amy Smeed, Becky Bresee e Kira Lehtomaki - Rapunzel - L'intreccio della torre (Tangled) - Rapunzel
- David Cross, Rani Naamani, Dick Walsh e Adrian Tsang - Megamind - Minion

### Outstanding Animated Character in a Broadcast Program or Commercial
- Michaël Nauzin, Anne Chatelain, Grégory Mougne e Cédric Nicolas - Citroën C3 The Spacebox - Citro
- Raphael Pimentel e Thana Siripopungul - Cadbury - V Stripes
- Tony Smeed, Chad Sellers, Patrick Osborne e John Wong - Prep & Landing: Operation: Secret Santa - Lanny
- Rob Ramsdell, Darnell Isom, James Springham e Shelly Dutcher - Logitech - Robot

### Outstanding Animated Character in a Video Game
- Fausto De Martini, Xin Wang, Glenn Ramos e Scott Lange - StarCraft II - Sarah Kerrigan
- Lee R. Wilson, Jason Robertson, David Hunt e Joe Spataro - Halo: Reach - Kat
- Joel Mongeon, Kenneth Lammers, Felix Ilsley e Andrew Matthews - Kinectimals - Cub

### Outstanding Effects Animation in an Animated Feature Motion Picture
- Andy Hayes, Laurent Kermel, Jason Mayer e Brett Miller - Dragon Trainer (How to Train Your Dragon)
- Jeff Budsberg, Andrew Kim, Yancy Lindquist e Can Yuksel - Shrek e vissero felici e contenti (Shrek Forever After)
- Sebastien Quessy, Kevin Blom e Jerome Escobar - Il regno di Ga'Hoole - La leggenda dei guardiani (Legend of the Guardians: The Owls of Ga'Hoole)
- Jason Johnston, Eric Froemling, David Ryu e JD Northrup - Toy Story 3 - La grande fuga (Toy Story 3)

### Outstanding Created Environment in a Live Action Feature Motion Picture
- Bruno Baron, Dan Neal, Graham Page e Per Mork-Jensen - Inception - Paesaggio onirico di Parigi
- Giles Hancock, Richard Bluff, Todd Vaziri e Aaron McBride - Iron Man 2 - Esposizione Stark
- Jonathan Litt, Juan S. Gomez, Kevin Sears e Sonja Burchard - Tron: Legacy - Gioco del disco
- Alex Rothwell, Chris Zeh, Laurent Hugueniot e Kevin Jenkins - Prince of Persia - Le sabbie del tempo (Prince of Persia: The Sands of Time) - Stanza della sabbia

### Outstanding Created Environment in a Live Action Broadcast Program
- Marco Recuay, Morgan McDermott e Nick Lund-Ulrich - The Pacific - Battaglia di Iwo Jima
- Robert Stromberg, Paul Graff, Brian Sales e Brian Pace - Boardwalk Empire - L'impero del crimine (Boardwalk Empire) episodio Pilot
- Michael Cook, Jon Rosenthal, Ragui Hanna e Ryan Wieber - The Event episodio Per tenerci al sicuro (To Keep Us Safe)
- J. John Corbett, Matthew Conner, Brendan Fitzgerald e Jun Zhang - Boardwalk Empire - L'impero del crimine (Boardwalk Empire) episodio Family Limitation

### Outstanding Models & Miniatures in a Feature Motion Picture
- Ian Hunter, Scott Beverly, Forest Fischer e Robert Spurlock - Inception - Distruzione dell'ospedale fortezza
- Matthew Gratzner, Scott Schneider, Adam Gelbart e Richard A.F. Ewan - Shutter Island - Interni ed esterni di War-C e del faro
- Bruce Holcomb, Ron Woodall, John Goodson e John Walker - Iron Man 2 - Drone militare della Hammer
- Gene Warren Jr., Christopher Lee Warren e Gene Warren III - I mercenari - The Expendables (The Expendables) - Esplosione del palazzo

### Outstanding Models & Miniatures in a Broadcast Program or Commercial
- J. John Corbett, Matthew Conner e Brendan Fitzgerald - Boardwalk Empire - L'impero del crimine (Boardwalk Empire) episodio The Ivory Tower
- Andrew Karr, Alec McClymont, Daniel Osaki e Paul Hegg - I Griffin (Family Guy) episodio Lo stravolgente mondo della televisione (Brian Griffin's House of Payne)

### Outstanding Compositing in a Feature Motion Picture
- Astrid Busser-Casas, Scott Pritchard, Jan Maroske e George Zwier - Inception
- Paul Lambert, Sonja Burchard, Kym Olsen e Sarahjane Javelo Chase - Tron: Legacy
- Lisa Deaner, Orde Stevanoski, Aaron Kupferman e Ruben Flores - Alice in Wonderland - Il furto delle crostate
- Joseph Farrell, Nick Crew, Jamie Hallett e Christine Lo - Hereafter - Scena dello tsunami

### Outstanding Compositing in a Broadcast Program or Commercial
- Jeremy Nelson, John P. Mesa, Dan Novy e Tyler Cote - The Pacific puntata Peleliu Landing
- Matthew Unwin, Lisa Ryan e Michael Gregory - Britvic Drench Cubehead
- Paul Graff, Brian Sales, Jesse Siglow e Merysa Nichols - Boardwalk Empire - L'impero del crimine (Boardwalk Empire) episodio Pilot
- Franck Lambertz, e Ryan Knowles - The Travelers Companies Watgering Hole

### Outstanding Visual Effects in a Student Project
- Regina Welker, Jan Bitzer, Ilija Brunck e Csaba Letay - LOOM
- Rupert Ashton, Priyan Jayamaha, Jun Ying Xu e Kirsten Dale Pretorious - Time For Change
- Rupert Ashton, Priyan Jayamaha, Jun Ying Xu, Kirsten Dale Pretorious - Das Tub
- Erick Hupin, Baptiste Ode, Philippe Puech e Pierre Nahoum - Nuisible(s)